# Фіалка рогата
Фіалка рогата (Viola cornuta) — вид рослин родини фіалкові.

## Будова
Багаторічна рослина висотою 50 см. Фіолетові квіти з'являються влітку. 

## Поширення та середовище існування
Зростає у Піренеях на пасовищах та кам'янистих лугах на висоті 700-2300 м.   

## Практичне використання
Завдяки схрещуванню з культурними сортами інших видів отримали гібрид багаторічної фіалки.

## Галерея

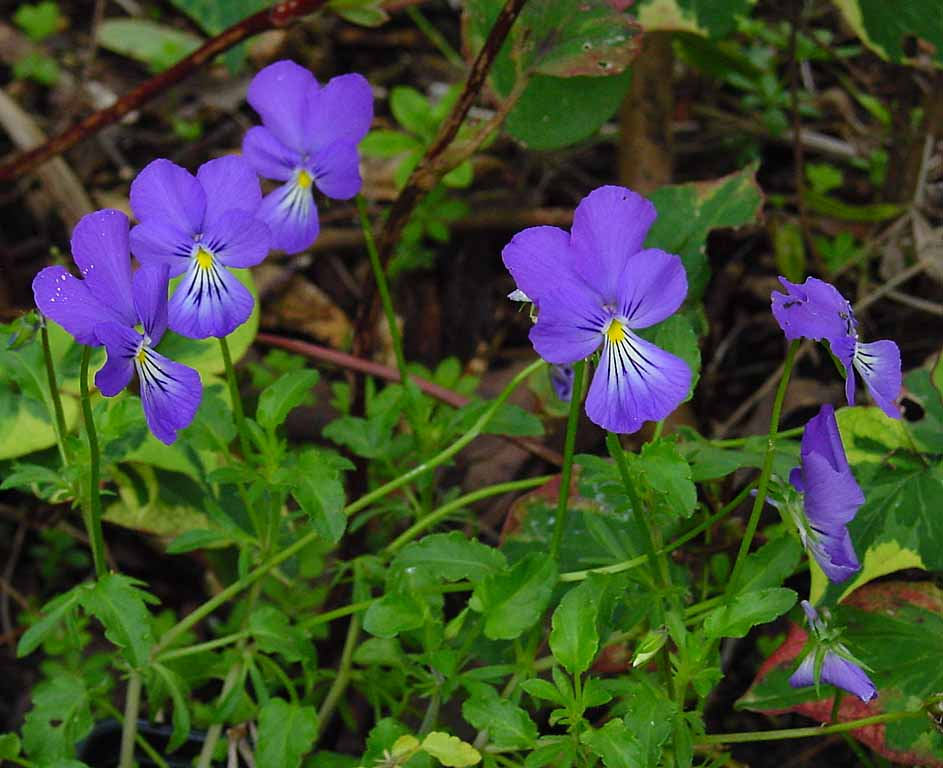
Квіти дикої рослини
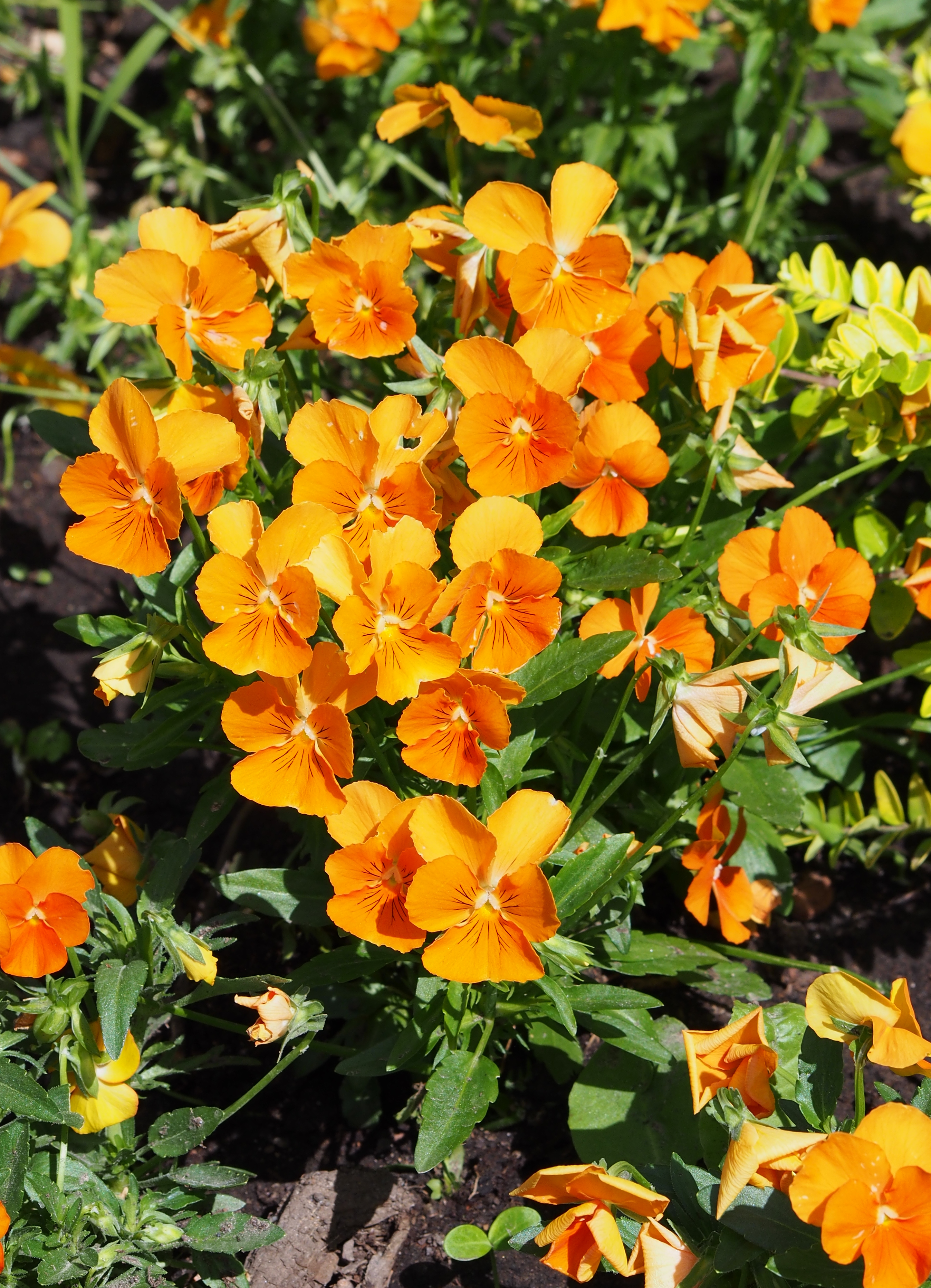
Сорт 'Cornet Orange'
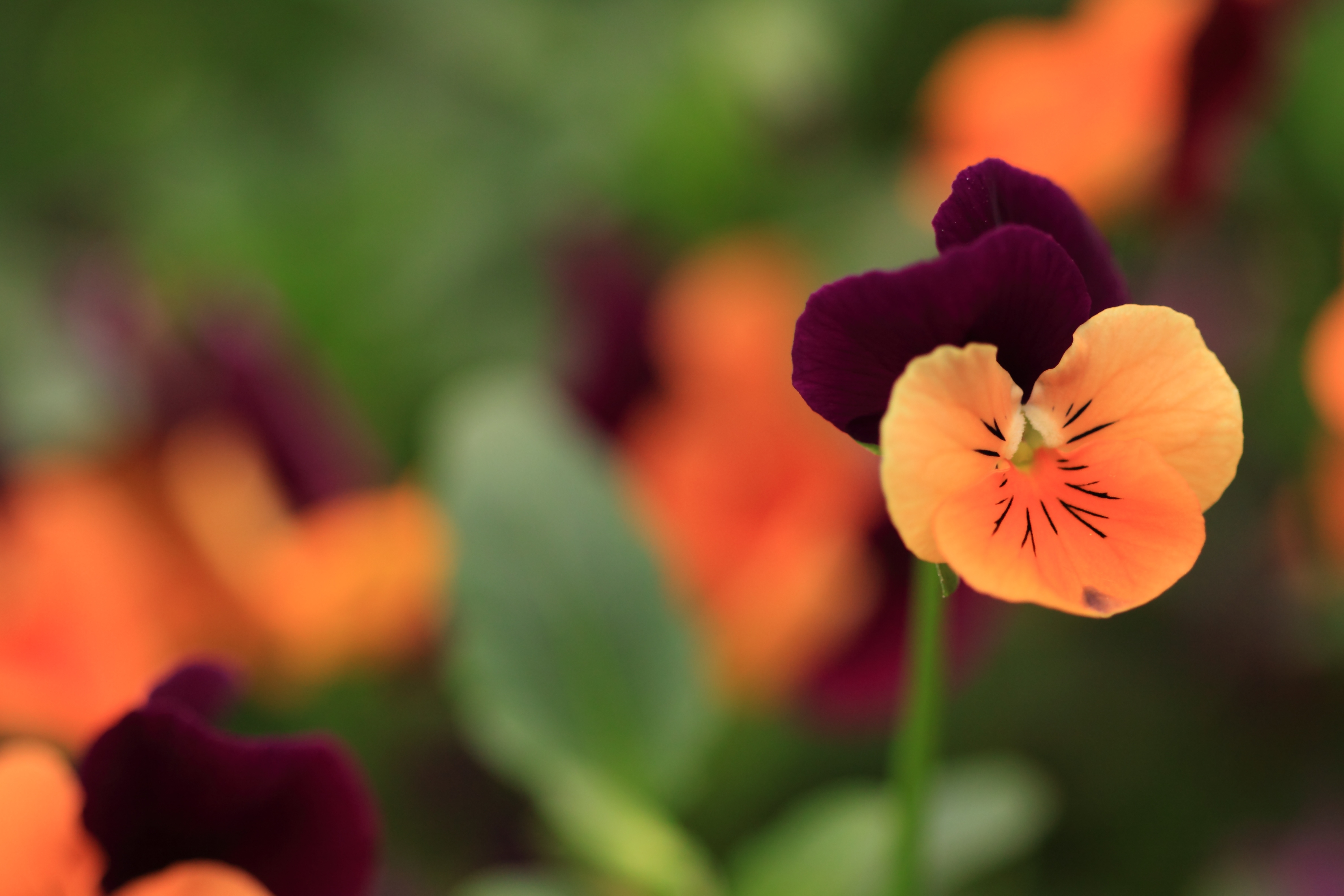
Сорт 'Callisto'